# Arda Turan
Arda Turan (Isztambul, 1987. január 30. –) török válogatott labdarúgó, labdarúgóedző, jelenleg a Sahtar Donyeck vezetőedzője.

## Pályafutása

### Galatasaray
Turan a Galatasaray akadémia neveltje. Az első keretbe Gheorghe Hagi  hívta meg a 2004–05-ös szezonban, 2005. január 22-én debütált a Bursaspor elleni kupameccsen.
A 2007-08-as szezonban már alapemberként számítottak rá, később csapatkapitánynak is megválasztották.
Jó teljesítményére a nagyobb klubok is felfigyeltek, többnyire Spanyolországból, Angliából érkeztek ajánlatok.

### Atlético Madrid
2011. augusztus 9-én bejelentették, hogy a spanyol Atlético Madrid négy évre szerződtette, az átigazolás ára 12 millió euró volt, amivel a legértékesebb török játékos lett.
Megkapta a 11-es mezszámot, és 2011. augusztus 28-án debütált az Osasuna ellen, csereként a második félidőben.. Az európai porondon szeptember 15-én debütált a skót Celtic ellen, ahol gólt is szerzett.

### Barcelona
Nagy meglepetésre 2015. július 6-án a rivális FC Barcelonához szerződött 34 millió euró értékben. A szerződése 4 évre szól, de pályára csak 2016 januárjában léphet, a katalán csapat büntetése miatt.
2016. Január 6-án debütált a csapatban, a spanyol kupa,  Espanyol elleni 4–1-es megnyert mérkőzésen.
2016. Január 9-én az első mérkőzését játszotta a spanyol bajnokságban a Granada ellen, a 8. percben kiosztott egy asszisztot Lionel Messinek, és a 72. percben Adriano váltotta a 4–0-ra megnyert hazai összecsapáson.
Március 3-án megszerezte a Rayo Vallecano elleni mérkőzésen az első gólját.
2020. június 30-án kontraktusa lejártával távozott a katalán egyesülettől.

### İstanbul Başakşehir
2018. január 13-án a szezon hátralevő részére a İstanbul Başakşehir vette kölcsön.
2018. május 4-én egy török bajnoki meccs közben a partjelző nem a javára intett a zászlóval ezért mérges lett olyannyira, hogy előbb az arcába ordított, majd a földre lökte a partjelzőt. Kiállították. Hat nappal később a Török szövetség 16 meccses eltiltást és 39 ezer Török líra (kb.2,4 millió forint) büntetést szabott ki a fegyelmezetlen játékosnak, mindkét büntetés rekord mennyiségű a török bajnokságban. 2020. január 7-én az isztambuli klub felbontotta a kölcsönszerződését, hat hónappal annak lejárta előtt, így visszatért a Barcelonához, de játéklehetőséget nem kapott, sőt egyik mérkőzésen sem nevezték a keretbe.

### Galatasaray újra
2020. augusztus 5-én nevelőegyesülete, a Galatasaray SK bejelentette kétéves szerződtetését. Fernando Muslera kapus hosszan tartó sérülése miatt a klub csapatkapitányává nevezték ki. Szeptember 12-én játszotta első hivatalos mérkőzését a 2020–21-es idényben a Gaziantep elleni Süper Lig-ben.
A következő szezonban már csak összesen hét meccsen kapott lehetőséget, és gólt sem tudott szerezni. 2022. szeptember 12-én, 35 évesen az egyik közösségi oldalán hivatalosan is bejelentette visszavonulását, amellyel együtt egy emlékvideót is összeállított számára a Libre Channel. Kifejtette, hogy a későbbiekben szeretne edzőként visszatérni.

### A válogatottban
Turan a Török válogatott csapatkapitánya, több mint 80-szor lépett pályára a felnőtt csapatban. 2006. augusztus 16-án debütált a Luxemburg elleni barátságos mérkőzésen. Első válogatottbeli gólját Uruguay ellen szerezte 2008. május 25-én.
2016. március 29-én Ausztria elleni mérkőzésen a 100. pályára lépésén megszerezte a 17. találatát, amellyel feljött a 4. helyre a Török válogatott örök ranglistáján.

## Statisztika

### Klubokban
2022. május 21-én frissítve. 
| Klub                             | Szezon           | Liga             | Liga  | Liga | Kupa  | Kupa | Európa | Európa | Egyéb | Egyéb | Összesen | Összesen |
| Klub                             | Szezon           | Bajnokság        | Mérk. | Gól  | Mérk. | Gól  | Mérk.  | Gól    | Mérk. | Gól   | Mérk.    | Gól      |
| -------------------------------- | ---------------- | ---------------- | ----- | ---- | ----- | ---- | ------ | ------ | ----- | ----- | -------- | -------- |
| Galatasaray                      | 2004–05          | Süper Lig        | 1     | 0    | 1     | 0    | 0      | 0      | —     | —     | 2        | 0        |
| Galatasaray                      | 2006–07          | Süper Lig        | 29    | 5    | 3     | 1    | 7      | 2      | 0     | 0     | 39       | 8        |
| Galatasaray                      | 2007–08          | Süper Lig        | 30    | 7    | 7     | 0    | 7      | 1      | —     | —     | 44       | 8        |
| Galatasaray                      | 2008–09          | Süper Lig        | 29    | 8    | 6     | 2    | 11     | 2      | 0     | 0     | 46       | 12       |
| Galatasaray                      | 2009–10          | Süper Lig        | 29    | 7    | 6     | 4    | 12     | 0      | —     | —     | 47       | 11       |
| Galatasaray                      | 2010–11          | Süper Lig        | 12    | 2    | 3     | 1    | 4      | 3      | —     | —     | 19       | 6        |
| Galatasaray                      | Összesen         | Összesen         | 130   | 29   | 26    | 8    | 41     | 8      | 0     | 0     | 197      | 45       |
| Manisaspor (kölcsönben)          | 2005–06          | Süper Lig        | 15    | 2    | 0     | 0    | —      | —      | —     | —     | 15       | 2        |
| Manisaspor (kölcsönben)          | Összesen         | Összesen         | 15    | 2    | 0     | 0    | —      | —      | —     | —     | 15       | 2        |
| Atlético Madrid                  | 2011–12          | La Liga          | 33    | 3    | 0     | 0    | 12     | 2      | —     | —     | 45       | 5        |
| Atlético Madrid                  | 2012–13          | La Liga          | 32    | 5    | 7     | 0    | 2      | 0      | —     | —     | 41       | 5        |
| Atlético Madrid                  | 2013–14          | La Liga          | 30    | 3    | 5     | 2    | 9      | 0      | 2     | 0     | 46       | 9        |
| Atlético Madrid                  | 2014–15          | La Liga          | 32    | 2    | 4     | 0    | 10     | 1      | 0     | 0     | 46       | 3        |
| Atlético Madrid                  | Összesen         | Összesen         | 127   | 13   | 16    | 2    | 33     | 7      | 2     | 0     | 178      | 22       |
| Barcelona                        | 2015–16          | La Liga          | 18    | 2    | 4     | 0    | 3      | 0      | 0     | 0     | 25       | 2        |
| Barcelona                        | 2016–17          | La Liga          | 18    | 3    | 5     | 4    | 5      | 4      | 2     | 2     | 30       | 13       |
| Barcelona                        | 2017–18          | La Liga          | 0     | 0    | 0     | 0    | 0      | 0      | 0     | 0     | 0        | 0        |
| Barcelona                        | Összesen         | Összesen         | 36    | 5    | 9     | 3    | 8      | 4      | 2     | 2     | 55       | 15       |
| İstanbul Başakşehir (kölcsönben) | 2017–18          | Süper Lig        | 11    | 2    | 0     | 0    | —      | —      | —     | —     | 11       | 2        |
| İstanbul Başakşehir (kölcsönben) | 2018–19          | Süper Lig        | 17    | 0    | 2     | 0    | —      | —      | —     | —     | 19       | 0        |
| İstanbul Başakşehir (kölcsönben) | 2019–20          | Süper Lig        | 9     | 0    | 0     | 0    | 3      | 0      | —     | —     | 12       | 0        |
| İstanbul Başakşehir (kölcsönben) | Összesen         | Összesen         | 37    | 2    | 2     | 0    | 3      | 0      | —     | —     | 42       | 2        |
| Galatasaray                      | 2020–21          | Süper Lig        | 32    | 4    | 1     | 0    | 1      | 0      | —     | —     | 34       | 4        |
| Galatasaray                      | 2021–22          | Süper Lig        | 7     | 0    | 0     | 0    | 5      | 0      | —     | —     | 12       | 0        |
| Galatasaray                      | Összesen         | Összesen         | 39    | 4    | 1     | 0    | 6      | 0      | —     | —     | 46       | 4        |
| Karrier összesen                 | Karrier összesen | Karrier összesen | 384   | 55   | 54    | 14   | 91     | 19     | 4     | 2     | 533      | 90       |

### A válogatottban
2017. október 7-én frissítve.
| Törökország | Törökország | Törökország |
| Év          | Mérkőzés    | Gól         |
| ----------- | ----------- | ----------- |
| 2006        | 5           | 0           |
| 2007        | 9           | 0           |
| 2008        | 12          | 4           |
| 2009        | 9           | 1           |
| 2010        | 7           | 5           |
| 2011        | 8           | 2           |
| 2012        | 11          | 0           |
| 2013        | 10          | 1           |
| 2014        | 7           | 0           |
| 2015        | 9           | 3           |
| 2016        | 8           | 1           |
| 2017        | 5           | 0           |
| Összesen    | 100         | 17          |

## Sikerei, díjai

### Klubokban
Galatasaray
- Török bajnok: 2007–08

Atlético Madrid
- Spanyol bajnok: 2013–14
- Spanyol kupa: 2012–13
- Európa-liga: 2011–12
- UEFA-szuperkupa: 2012
- UEFA-bajnokok ligája döntős: 2013–14

Barcelona
- Spanyol bajnok: 2015–16
- Spanyol kupa: 2015–16
- Spanyol szuperkupa: 2016

İstanbul Başakşehir
- Török bajnok: 2019–20[20]

### A válogatottban
Törökország
- Európa-bajnokság bronzérmes: 2008

## Érdekességek
A német Transfermarkt weboldal információi szerint az Atlético Madrid által 2011 nyarán 13 millió euróért vásárolt játékosának 2013 januárjában már 24 millió euróra becsülik az értékét.